# Caso Padova (1957)
Il caso Padova fu un tentativo di frode sportiva, non consumatosi, della partita Padova-Legnano (3-0) del 12 giugno 1955, ultima giornata di campionato di Serie B 1954-1955, venuto alla luce nell'estate del 1957 a seguito della denuncia del calciatore Alvaro Zian, in forza al Legnano all'epoca dei fatti, che per l'occasione disputò l'ultima gara della sua carriera. Alcuni aspetti della vicenda non furono mai chiariti del tutto, nemmeno dopo tre serie di interrogatori e confronti tra i diversi imputati; ciò nonostante si giunse comunque all'assoluzione del Padova come società, mentre fu condannato lo stesso Zian alla radiazione e furono squalificati Corrado Zorzin per due anni, Germano Mian per un anno, Nereo Rocco, Gastone Zanon e Armando Gobbo per sei mesi, questi ultimi tutti tesserati del Padova nel 1955.

## Antefatti
Prima dell'ultimo turno del campionato di Serie B 1954-1955 Padova e Legnano erano piazzate al secondo posto, pari merito a 40 punti, dietro la capolista Lanerossi Vicenza, già promossa in Serie A; la vincente dello scontro diretto si sarebbe assicurata un posto nella massima serie. Il Legnano, in un buon momento, era imbattuto da sette incontri ed aveva vinto la domenica precedente in trasferta contro il Brescia, una diretta concorrente per i posti alti. La partita terminò sorprendentemente 3-0 per il Padova, con due reti siglate su rigore dal difensore patavino Zorzin per due falli di mano commessi dal terzino del Legnano Ermanno Tarabbia, che consolidò la seconda posizione in classifica, disputando il campionato di Serie A la stagione seguente.

## La nascita del caso e gli sviluppi
Nel mese di giugno 1957 Zian sporse una denuncia alla FIGC, asserendo che la suddetta gara era stata truccata. Negli interrogatori fornì molti particolari, raccontando di essersi recato, insieme a Eugenio Gaggiotti — personaggio noto agli ambienti calcistici per le sue collaborazioni per falsare le partite — nell'abitazione bergamasca del portiere Giuseppe Casari, al Padova nel 1955, proponendogli la propria disponibilità per agevolare il compito degli avversari in cambio di cinque milioni di lire. Sempre secondo Zian, il portiere promise di parlarne con i suoi dirigenti il giorno dopo; poi andò da un suo cognato, presentandogli Zian e rimanendo d'accordo che sarebbe stato lo stesso cognato ad informare telefonicamente Zian sugli sviluppi oppure che la conferma sarebbe avvenuta al momento della partita. Zian esibì durante i primi interrogatori un biglietto con nome, cognome e numero telefonico scritto, stando alle sue dichiarazioni, da Casari; tuttavia si scoprì che la calligrafia era dello stesso Zian. Zian altresì dichiarò che poco prima dell'inizio della partita Corrado Zorzin, difensore della Mestrina, impegnato con i biancoscudati al momento dei fatti, gli fece sapere che l'affare era fatto, in quanto l'allenatore Nereo Rocco era d'accordo per i cinque milioni pattuiti; alla prima udienza Zian fu l'unico a sbilanciarsi, smentito pienamente da tutti gli altri interrogati, in modo particolare da Zorzin che negò tutto.
Passarono 40 giorni dalla prima udienza e a fine luglio la Commissione di Controllo ricevette un telegramma urgente dall'avv. comm. Tristano Colummi, presidente dalla Triestina, che, tramite un documento con la confessione di Zorzin, forniva nuovi elementi. Il 1º agosto Zorzin fu convocato a Milano per essere riascoltato, ma non aggiunse nulla a quanto dichiarato la volta precedente. Mentre Zorzin era lontano da casa, un uomo presentatosi come dirigente della Commissione di Controllo (che non mandò ufficialmente nessuno a casa sua) fece visita alla moglie, rimasta da sola a casa a Pieris, e le chiese quale fosse lo stipendio del marito.
Qualche giorno dopo la Triestina consegnò al conte Alberto Rognoni, uno dei commissari della Commissione di Controllo, un documento consistente in una lettera scritta da Zorzin all'amico Antonio Nuciari, portiere degli alabardati, il 2 agosto, appena rientrato a Pieris dopo la sua seconda convocazione a Milano, in cui si compiaceva dell'ingenuità degli inquirenti, i quali, secondo lui, non avevano saputo metterlo in difficoltà attraverso dei quesiti imbarazzanti; inoltre elencava e spiegava esattamente quali domande avrebbe temuto — domande che invece erano a verbale con le relative risposte — e si rallegrava che la verità non era venuta a galla, salvaguardando così la posizione dell'allenatore Rocco e del segretario Gobbo. Tale missiva portò all'inasprimento del confronto tra le parti.
L'8 agosto la Commissione di Controllo si riunì a Rimini per riesaminare l'istruttoria condotta dall'avv. Cesare Bianco, mettendo in luce il fatto che Zian confessò la combine solamente cinque giorni prima della data dei termini di prescrizione, la cui scadenza era di due anni per le regole di allora e corrispondeva al 30 giugno 1957. Zian attese invano per due anni i soldi concordati, non ricevendo mai nulla, nonostante le sue numerose sollecitazioni, decidendosi così di svelare l'illecito prima che fosse troppo tardi, vendicandosi, visto che Zorzin non avrebbe mantenuto la promessa.
L'atto finale svoltosi dal 23 al 25 agosto, in tre lunghe giornate, piene di udienze e di drammatici confronti, con una parentesi notturna da mezzanotte alle due, fece registrare il cambio di atteggiamento da parte di Zorzin: a differenza delle altre due volte in cui fu reticente, si mostrò loquace, autoaccusandosi della corruzione e ammettendo il consenso di Rocco, giustificando la sua passata mancanza di collaborazione con il timore di ritorsioni. Furono due le ipotesi fatte. Secondo la prima Zorzin tentò un trucco, dicendo a Zian che la partita era combinata, mentre in realtà era tutto falso, inducendolo a giocare a favore del Padova sotto lo stimolo dell'ingente premio, che Zian effettivamente credeva di intascare. La seconda possibilità nacque dal fatto che la busta della lettera, la cui consegna avrebbe dimostrato la validità della stessa, non fu mai mostrata — Nuciari disse di averla buttata per la strada — e quindi si dedusse che venne recapitata a mano, elemento determinante che si rivelò a favore del Padova e contro la Triestina: Zorzin, giocatore trentaseienne agli sgoccioli della carriera — secondo la testimonianza del calciatore triestino Sergio Pison, militante nel Padova — fu contattato dalla Triestina, retrocessa dal campionato di Serie A 1956-1957 appena conclusosi, che gli offrì tre milioni di lire perché si autoaccusasse, scrivendo una lettera il cui scopo era quello di macchiare il Padova di un illecito, facendo così retrocedere la società veneta, che invece sul campo si era salvata, al proprio posto.

### Conclusioni su indagini e interrogatori
Zian e Tarabbia del Legnano, che erano legati anche da stretta amicizia, visto che all'epoca dei fatti coabitavano, erano in principio fortemente indiziati per aver giocato pessimamente la partita; tuttavia non fu possibile dimostrare il comportamento passivo dei due nella gara allo scopo di favorire il Padova. Inoltre, le dichiarazioni di Zian e le circostanze esposte dalla Triestina non avevano valore probatorio non solamente perché non erano storicamente ricostruibili, ma anche perché sia la società che il giocatore non perseguivano la loro azione ai fini della giustizia, ma cercavano piuttosto il conseguimento di un vantaggio diretto. L'ultima versione di Zorzin non fu accolta come quella veritiera, giacché il suo comportamento nel complesso fu ritenuto contraddittorio e la sua ritrattazione parve tutt'altro che spontanea. Quindi la responsabilità oggettiva della società veneta, riconosciuta in un primo momento, pareva sempre più dura da provare, anche per un altro fatto che fece pendere la conclusione della vicenda a favore del Padova: ovvero la negativa e poco credibile risposta che Zian diede alla domanda se avessero partecipato all'affare altri suoi compagni di squadra per poi dividere il ricavato. Le posizioni dell'allenatore Rocco, del collaboratore Mian, del segretario Gobbo, di Casari e Zanon davano l'impressione di essere compromesse, in quanto venuti a conoscenza della richiesta di Zian non denunciarono i fatti. Il Legnano fu l'unica parte certamente lesa da questa storia.

## Sentenze
Il 26 agosto 1957 la Commissione di Controllo emise la sentenza, escludendo il reato di frode sportiva e assolvendo la società Padova da ogni responsabilità; Zorzin venne punito per aver ostacolato le indagini, mentre tutti gli altri protagonisti furono condannati per omessa denuncia dell'operato di Zian, che tentava di venire in possesso in qualunque modo di una cifra in denaro. Furono diramate le seguenti decisioni:
- radiazione per l'ex calciatore Alvaro Zian
- squalifica di due anni per il calciatore della Mestrina Corrado Zorzin
- inibizione per un anno all'allenatore della Cormonese Germano Mian
- inibizione per sei mesi all'allenatore del Padova Nereo Rocco
- squalifica per sei mesi al calciatore del Padova Gastone Zanon
- inibizione per sei mesi al segretario del Padova Armando Gobbo
- di non procedere nei confronti dell'ex calciatore Giuseppe Casari per intervenuta prescrizione
- di non procedere contro l'AC Padova